# شايلين وودلي
شايلين دين وودلي (بالإنجليزية: Shailene Diann Woodley) من مواليد 15 نوفمبر 1991، هي ممثلة أمريكية. أول دور تمثيلي لها كان إيمي جيرغنز في المسلسل التلفزيوني The Secret Life of the American Teenager؛ (2008-2013).
برزت نجوميتها في 2011 بفيلم الدراما The Descendants حيث لعبت دور أبنة جورج كلوني، أدائها تلقى مديح من النقاد وأكسبها جوائز منها جائزة الروح المستقلة لأفضل ممثلة مساعدة وترشحت لجائزة الغولدن غلوب لأفضل ممثلة مساعدة. في 2013 شاركت في الفيلم المستقل The Spectacular Now، ادائها ايضاً تلقى مديح من النقاد وربحت جائزة لجنة التحكيم الخاصة للتمثيل في مهرجان صاندانس السينمائي 2013 وجائزة الروح المستقلة لأفضل ممثلة رئيسية.
في 2014 برزت وودلي على المستوى العالمي عندما جسدت دور البطلة بياتريس براير «تريس» في سلسلة أفلام The Divergent، المستوحاة من سلسلة روايات للكاتبة فيرونيكا روث، وجسدت دور هيزل غرايس لانكستر في The Fault in Our Stars، متسوحى من رواية تحمل نفس الاسم للمؤلف جون جرين.

## حياتها المبكرة
ولدت شايلين في سيمي فالي، فينتورا، كاليفورنيا. والدتها لوري تعمل مرشدة في مدرسة متوسطة، ووالدها لوني وولدي مدير المدرسة. لديها شقيق أصغر منها. عندما كانت في سن ال15 شُخِّصَت ب‌‌الجنف، حيث أرتدت دعامة من البلاستيك لتقويم العمود الفقري لها.
ارتادت شايلين ثانوية سيمي فالي. قبل الحصول على دور في الحياة السرية لمراهقة أمريكية، أخذت شايلين في الحسبان دراسة التصميم الداخلي في جامعة نيويورك.

## مسيرتها المهنية

### 2002–2010: الأعمال التلفزيونية المبكرة
في 2002، ظهرت شايلين بأدوار تلفزيونية صغيرة في دون أثر والمقاطعة. في 2005، رشحت ل‌جائزة الفنان الصغير لأفضل ممثلة شابة رئيسية في فيلم تلفزيوني أو مسلسل قصير عن دورها في مكان يسمى المنزل. هي أيضاً لعب دور كايتلين كوبر في الموسم الأول لمسلسل ذا أو سي. هي ظهرت بالفيلم التلفيوني السعادة: مغامرة فتاة أمريكية ورشحت أيضاً ل‌جائزة الفنان الصغير لأفضل ممثلة شابة رئيسية في فيلم تلفزيوني أو مسلسل قصير. لاحقاً ظهرت بأدوار في مسلسلات عبر جوردان والجميع يحب رايموند واسمي إيرل وسي اس آي: نيويورك وقريب للمنزل وقضية باردة. في 2008 شاركت شايلين بالدور الرئيسي في مسلسل الحياة السرية لمراهقة أمريكية، حيث جسدت دور فتاة في ال15 من عمرها تكتشف أنها حامل. المسلسل يستكشف آثار الحمل على عائلتها والأصدقاء وعلى الفتاة نفسها، فضلا عن الحياة في ثانوية يوليسيس إس غرانت بولاية كاليفورنيا.

## أعمالها

### فيلم
| سنة  | العنوان بالإنكليزي              | العنوان بالعربي             | دور                   | ملاحظات |
| ---- | ------------------------------- | --------------------------- | --------------------- | ------- |
| 2011 | The Descendants                 | الأحفاد                     | ألكسندرا كينج "أليكس" |         |
| 2013 | The Spectacular Now             | المدهش الآن                 | ايمي فنيكي            |         |
| 2014 | White Bird in a Blizzard        | عصفورة بيضاء في عاصفة ثلجية | كات كونور             |         |
| 2014 | Divergent                       | مختلف                       | بياتريس براير "تريس"  |         |
| 2014 | The Fault in Our Stars          | الخلل في نجومنا             | هيزيل لانكستر         |         |
| 2015 | The Divergent Series: Insurgent | سلسلة مختلف: متمرد          | بياتريس براير "تريس"  |         |
| 2016 | The Divergent Series: Allegiant | سلسلة مختلف: مخلص           | بياتريس براير "تريس"  |         |
| 2016 | Snowden                         | سنودن                       | لينزي ميلز            |         |
| 2018 | adrift                          | بلا هدف                     | تامي أولدهام          |         |

### تلفزيون
| سنة       | عنوان                                    | دور                    | ملاحظات                            |
| --------- | ---------------------------------------- | ---------------------- | ---------------------------------- |
| 1999      | Replacing Dad                            | فتاة صغير              | فيلم تلفزيوني                      |
| 2001–2003 | The District                             | كريستين ديبرنو         | 3 حلقات                            |
| 2001–2004 | Crossing Jordan                          | جوردن كافانو           | 4 حلقات                            |
| 2003      | دون أثر                                  | كلير ميتكالف           | حلقة: "Clare de Lune"              |
| 2003–2004 | The O.C                                  | Kaitlin Cooper         | 6 حلقات                            |
| 2004      | Everybody Loves Raymond                  | Snotty Girl #2         | حلقة: "Party Dress"                |
| 2004      | A Place Called Home                      | كاليفورنيا فورد "كالي" | فيلم تلفزيوني                      |
| 2004–2005 | Jack & Bobby                             | كلو بنديكت             | حلقتان                             |
| 2005      | Felicity: An American Girl Adventure     | فيليسيتي مريمان        | فيلم تلفزيوني                      |
| 2005      | Once Upon a Mattress                     | مولي                   | فيلم تلفزيوني                      |
| 2006      | My Name Is Earl                          | جوين الصغيرة           | حلقة: "BB"                         |
| 2006      | CSI: NY                                  | ايفي بيربونت           | حلقة: "A Daze of Wine and Roaches" |
| 2007      | Close to Home                            | غابي تورسي             | حلقة: "Getting In"                 |
| 2007      | Final Approach                           | مايا بندر              | فيلم تلفزيوني                      |
| 2007      | Cold Case                                | سارة غندن              | حلقة: "Running Around"             |
| 2008–2013 | The Secret Life of the American Teenager | ايمي جورجينز           | دور رئيسي؛ 121 حلقة                |

## روابط خارجية
- شايلين وودلي على موقع IMDb (الإنجليزية)
- شايلين وودلي على موقع ميتاكريتيك (الإنجليزية)
- شايلين وودلي على موقع روتن توميتوز (الإنجليزية)
- شايلين وودلي على موقع مونزينجر (الألمانية)
- شايلين وودلي على موقع قاعدة بيانات الأفلام العربية
- شايلين وودلي على موقع ألو سيني (الفرنسية)
- شايلين وودلي على موقع تيرنر كلاسيك موفيز (الإنجليزية)
- شايلين وودلي على موقع أول موفي (الإنجليزية)
- شايلين وودلي على موقع بوكس أوفيس موجو (الإنجليزية)
- شايلين وودلي على موقع قاعدة بيانات الأفلام السويدية (السويدية)